# Better (Khalid)
Better è un singolo del cantante statunitense Khalid, pubblicato il 14 settembre 2018 come primo estratto dal primo EP Suncity.

## Video musicale
Il video è stato reso disponibile il 9 novembre 2018.

## Tracce
Testi e musiche di Khalid Robinson, Jamil Chammas, Mikkel Storleer Eriksen, Ryan Vojtesak e Tor Erik Hermansen.
Download digitale
1. Better – 3:49

Download digitale – Jayvon Remix
1. Better (Jayvon Remix) – 3:31

Download digitale – Noclue? Remix
1. Better (Noclue? Remix) – 3:32

Download digitale – Rennie! Remix
1. Better (Rennie! Remix) – 3:00

## Formazione
Musicisti
- Khalid – voce
- Charlie Handsome – strumentazione, programmazione
- Digi – strumentazione, programmazione
- Mikkel S. Eriksen – strumentazione, programmazione
- Tor Erik Hermansen – strumentazione, programmazione

Produzione
- Charlie Handsome – produzione
- Digi – produzione
- Stargate – produzione
- Denis Kosiak – produzione aggiuntiva, registrazione, missaggio
- Colin Leonard – mastering
- Jon Castelli – missaggio
- John Kercy – ingegneria del suono
- Tim McClain – assistenza alla registrazione

## Successo commerciale
Better ha raggiunto l'8ª posizione della Billboard Hot 100 nella sua trentesima settimana di permanenza in classifica grazie a 24,8 milioni di stream, diventando la prima top ten da solista del cantante.

## Classifiche

### Classifiche settimanali
| Classifica (2018-22) | Posizione massima |
| -------------------- | ----------------- |
| Australia            | 6                 |
| Austria              | 36                |
| Belgio (Fiandre)     | 53                |
| Belgio (Vallonia)    | 73                |
| Canada               | 14                |
| Danimarca            | 10                |
| Estonia              | 12                |
| Francia              | 185               |
| Germania             | 49                |
| Grecia               | 11                |
| Irlanda              | 8                 |
| Lettonia             | 13                |
| Lituania             | 9                 |
| Malaysia             | 4                 |
| Norvegia             | 9                 |
| Nuova Zelanda        | 4                 |
| Paesi Bassi          | 30                |
| Portogallo           | 6                 |
| Regno Unito          | 15                |
| Repubblica Ceca      | 21                |
| Romania              | 70                |
| Singapore            | 4                 |
| Slovacchia           | 19                |
| Stati Uniti          | 8                 |
| Sudafrica            | 93                |
| Svezia               | 13                |
| Svizzera             | 26                |
| Ungheria             | 24                |

### Classifiche di fine anno
| Classifica (2018) | Posizione |
| ----------------- | --------- |
| Australia         | 77        |
| Danimarca         | 95        |
| Classifica (2019) | Posizione |
| Australia         | 28        |
| Canada            | 34        |
| Danimarca         | 98        |
| Nuova Zelanda     | 13        |
| Stati Uniti       | 20        |
| Sudafrica         | 4         |